# Élections législatives de 1946 en Meurthe-et-Moselle
Les Élections législatives françaises de 1946 se tiennent le 10 novembre. Ce sont les premières élections législatives de la Quatrième république, après l'adoption lors du référendum du 13 octobre d'une nouvelle constitution.

## Mode de scrutin
L'Assemblée nationale est composée de 618 sièges pourvus au scrutin proportionnel plurinominal suivant la règle de la plus forte moyenne dans le cadre départemental, sans panachage. 
Le vote préférentiel est admis, en inscrivant un numéro d'ordre en face du nom d'un, de plusieurs ou de tous les candidats de la liste. Mais l'ordre ne pourra être modifié que si au moins la moitié des suffrages portés sur la liste est numéroté. Dans les faits les modifications ne dépasseront jamais les 7%.
Dans le département de Meurthe-et-Moselle, six députés sont à élire.

## Élus
| Député sortant            | Parti | Parti | Député élu ou réélu       | Parti | Parti |
| ------------------------- | ----- | ----- | ------------------------- | ----- | ----- |
| Maurice Kriegel-Valrimont |       | PCF   | Maurice Kriegel-Valrimont |       | PCF   |
| René Peeters              |       | SFIO  | Pierre-Olivier Lapie      |       | SFIO  |
| Abbé Pierre               |       | MRP   | Abbé Pierre               |       | MRP   |
| Alexandre Caspary         |       | MRP   | Jean Crouzier             |       | PRL   |
| Louis Marin               |       | RI    | Louis Marin               |       | RI    |
| Pierre André              |       | PRL   | Pierre André              |       | PRL   |

## Résultats

### Résultats à l'échelle du département
| Parti    | Parti    | Tête de liste             | Résultats | Résultats | Sièges |  |
| Parti    | Parti    | Tête de liste             | Voix      | %         |        |  |
| -------- | -------- | ------------------------- | --------- | --------- | ------ |  |
|          | RI-PRL   | Louis Marin               | 86 757    | 37,12     | 3 1    |  |
|          | PCF      | Maurice Kriegel-Valrimont | 56 837    | 24,32     | 1      |  |
|          | MRP      | Abbé Pierre               | 49 270    | 21,08     | 1 1    |  |
|          | SFIO     | Pierre-Olivier Lapie      | 40 845    | 17,48     | 1      |  |
|          |          |                           |           |           |        |  |
| Inscrits | Inscrits | Inscrits                  | 302 325   | 100,00    | 6      |  |
| Votants  | Votants  | Votants                   | 238 723   | 78,96     |        |  |
| Exprimés | Exprimés | Exprimés                  | 233 709   | 97,90     |        |  |